# Stor-Malsjön (Sävars socken, Västerbotten)
Stor-Malsjön är en sjö i Umeå kommun i Västerbotten och ingår i Sävaråns huvudavrinningsområde. Sjön har en area på 0,366 kvadratkilometer och ligger 63 meter över havet. Vid provfiske har abborre och gädda fångats i sjön.

## Delavrinningsområde
Stor-Malsjön ingår i det delavrinningsområde (710733-172846) som SMHI kallar för Utloppet av Stor-Malsjön. Medelhöjden är 71 meter över havet och ytan är 7,27 kvadratkilometer. Det finns inga avrinningsområden uppströms utan avrinningsområdet är högsta punkten. Vattendraget som avvattnar avrinningsområdet har biflödesordning 2, vilket innebär att vattnet flödar genom totalt 2 vattendrag innan det når havet efter 22 kilometer. Avrinningsområdet består mestadels av skog (64 procent) och sankmarker (20 procent). Avrinningsområdet har 0,54 kvadratkilometer vattenytor vilket ger det en sjöprocent på 7,5 procent.